# Pawnee County (Kansas)
Pawnee County je okres ve státě Kansas v USA. K roku 2010 zde žilo 6 973 obyvatel. Správním městem okresu je Larned. Celková rozloha okresu činí 1 954 km².